# François Duval
François Duval (Chimay, 18 novembre 1980) è un pilota di rally belga, vincitore di una gara e quattordici volte a podio nel campionato del mondo rally.

## Biografia
Dal 1994 al 1996 gareggiò come copilota nei rallysprint nazionali.

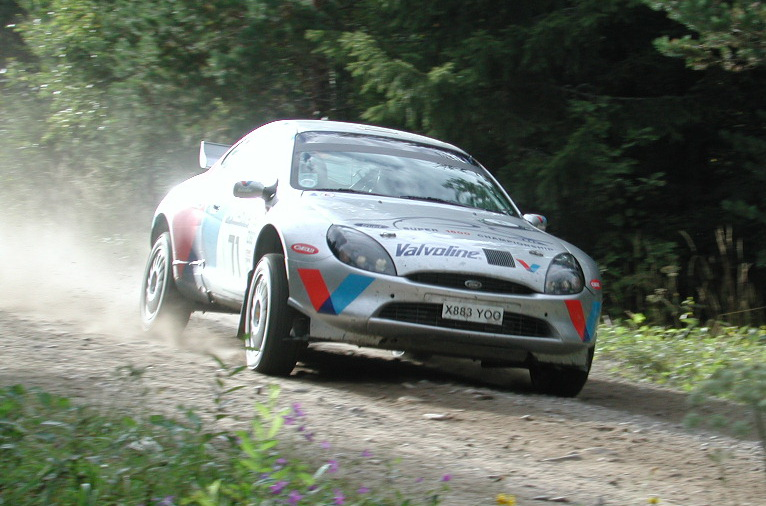
Duval con la Ford Puma S1600 nel 2001

Disputò la sua prima gara da pilota nel 1999 al Circuit des Ardennes  in Belgio, prova valida per il campionato europeo, a bordo di una Citroën Saxo VTS, piazzandosi sesto assoluto. Esordì invece nel mondiale nel 2001, al Rally del Portogallo, su una Mitsubishi Carisma GT (concorrendo nel campionato PWRC) e con il copilota Jean-Marc Fortin, non riuscendo a terminare la gara. In quella stessa stagione e nella successiva guidò anche una Ford Puma S1600, partecipando al campionato Junior WRC e vincendo nel 2002 il Rally di Monte Carlo nella sua categoria.
Nel 2003 Duval cambiò copilota, affidandosi a Stéphane Prévot, e venne ingaggiato a tempo pieno dal team Ford, per il quale aveva già corso alcuni appuntamenti del mondiale 2002, guidando la Focus RS WRC ufficiale insieme a Markko Märtin; ottenne il suo primo podio al Rally di Turchia, dove fu terzo e chiuse al nono posto nella graduatoria finale. Gareggiò per la squadra Ford anche nel 2004, terminando a podio in cinque occasioni e concludendo la stagione al sesto posto in classifica generale con 54 punti.

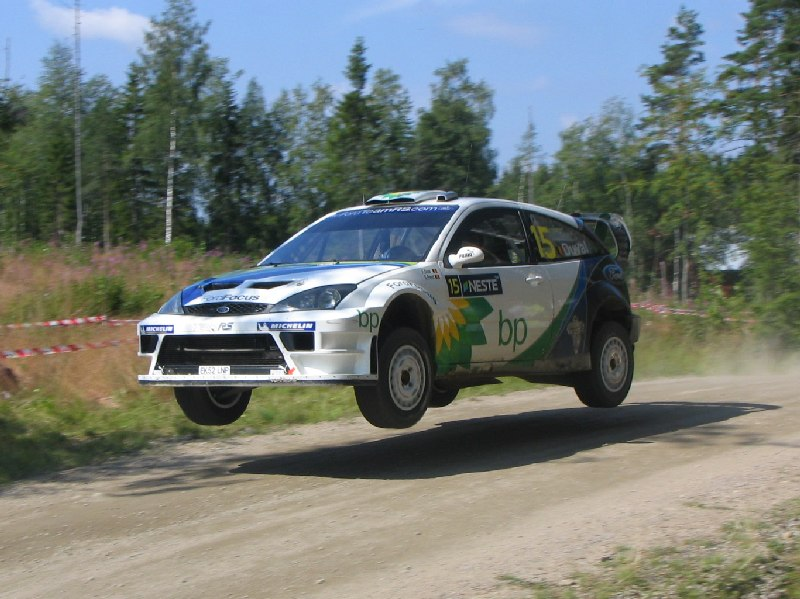
Duval con la Ford Focus RS WRC nel 2004

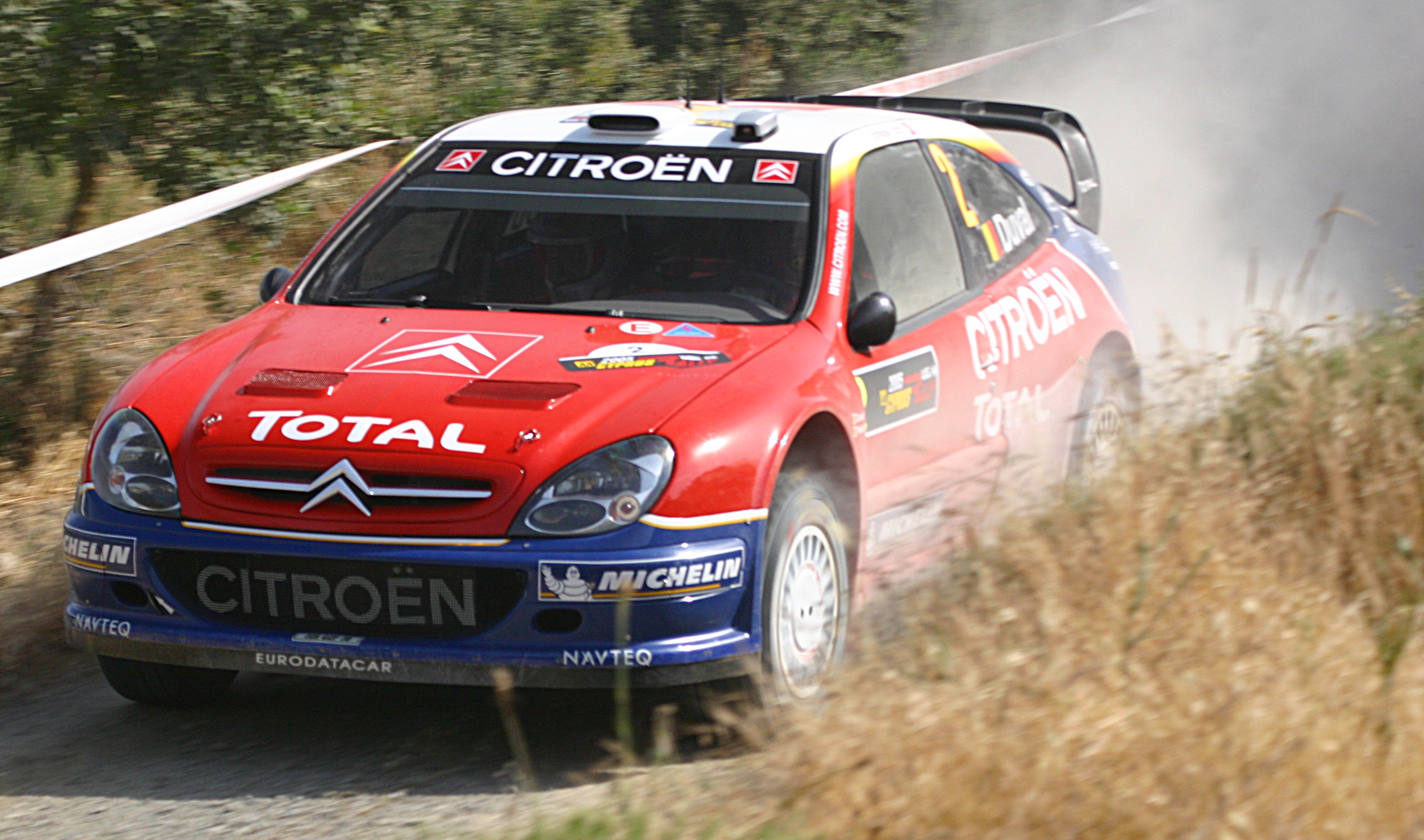
Duval con la Citroën Xsara WRC nel 2005

Nel 2005 passò alla squadra Citroën con la Xsara WRC a fianco del campione del mondo Sébastien Loeb, disputando un'ottima seconda parte di stagione, nella quale ottenne tre secondi posti e la sua prima e unica vittoria in carriera al Rally d'Australia, ultima gara stagionale; fu nuovamente sesto al termine dell'annata. 
Successivamente ha corso nel mondiale da privato, guidando una Škoda Fabia WRC nel 2006 e una Xsara WRC del team OMV Kronos nel 2007. Nel 2008 infine disputò alcune gare per la scuderia Stobart M-Sport.
La sua ultima gara nel mondiale è stato il Rally di Germania del 2010, terminato con un ritiro su una Ford Focus RS WRC. In carriera Duval è stato protagonista di grandi prestazioni alternate a spettacolari incidenti, riuscendo a vincere una gara e collezionando 14 podi totali. Dal 2011 ha gareggiato in competizioni in Belgio, alternandosi tra vetture moderne e storiche, guidando anche una Ford Escort RS 1800.

## Vittorie nel mondiale rally

### Junior WRC
| Nº | Anno | Rally                    | Copilota         | Vettura         |
| -- | ---- | ------------------------ | ---------------- | --------------- |
| 1  | 2002 | 70° Rally di Monte Carlo | Jean-Marc Fortin | Ford Puma S1600 |

### WRC
| Nº | Anno | Rally                 | Copilota    | Vettura           | Squadra           |
| -- | ---- | --------------------- | ----------- | ----------------- | ----------------- |
| 1  | 2005 | 18º Rally d'Australia | Sven Smeets | Citroën Xsara WRC | Citroën Total WRT |

## Risultati nel mondiale rally
| 2001 | Scuderia | Vettura                                        |  |  |     |     |  |     |     |  |     |  |    |     |    |     |  |  | Punti | Pos. |
| ---- | -------- | ---------------------------------------------- |  |  | --- | --- |  | --- | --- |  | --- |  | -- | --- | -- | --- |  |  | ----- | ---- |
| 2001 |          | Mitsubishi Carisma GT Evo VI e Ford Puma S1600 |  |  | Rit | Rit |  | Rit | Rit |  | Rit |  | 18 | Rit | 19 | Rit |  |  | 0     |      |

| 2002 | Scuderia          | Vettura                             |    |    |     |    |     |  |     |  |     |     |    |  |     |     |  |  | Punti | Pos. |
| ---- | ----------------- | ----------------------------------- | -- | -- | --- | -- | --- |  | --- |  | --- | --- | -- |  | --- | --- |  |  | ----- | ---- |
| 2002 | Ford Motor Co Ltd | Ford Puma S1600 e Ford Focus RS WRC | 17 | 10 | Rit | 25 | Rit |  | Rit |  | Rit | Rit | 20 |  | Rit | Rit |  |  | 0     |      |

| 2003 | Scuderia          | Vettura           |   |     |   |   |   |     |     |   |     |    |   |   |   |   |  |  | Punti | Pos. |
| ---- | ----------------- | ----------------- | - | --- | - | - | - | --- | --- | - | --- | -- | - | - | - | - |  |  | ----- | ---- |
| 2003 | Ford Motor Co Ltd | Ford Focus RS WRC | 7 | Rit | 3 | 9 | 8 | Rit | Rit | 7 | Rit | 10 | 5 | 3 | 4 | 5 |  |  | 30    | 9º   |

| 2004 | Scuderia          | Vettura           |   |     |   |    |     |   |   |   |   |   |     |   |   |     |     |   | Punti | Pos. |
| ---- | ----------------- | ----------------- | - | --- | - | -- | --- | - | - | - | - | - | --- | - | - | --- | --- | - | ----- | ---- |
| 2004 | Ford Motor Co Ltd | Ford Focus RS WRC | 3 | Rit | 2 | 18 | Rit | 4 | 5 | 3 | 7 | 2 | Rit | 5 | 5 | Rit | Rit | 3 | 54    | 6º   |

| 2005 | Scuderia          | Vettura           |     |    |     |   |    |     |  |  |   |   |   |   |   |     |   |   | Punti | Pos. |
| ---- | ----------------- | ----------------- | --- | -- | --- | - | -- | --- |  |  | - | - | - | - | - | --- | - | - | ----- | ---- |
| 2005 | Citroën Total WRT | Citroën Xsara WRC | Rit | 12 | Rit | 4 | 11 | Rit |  |  | 7 | 8 | 2 | 2 | 4 | Rit | 2 | 1 | 47    | 6º   |

| 2006 | Scuderia               | Vettura         |     |  |  |   |     |  |   |    |     |  |  |  |   |  |  |   | Punti | Pos. |
| ---- | ---------------------- | --------------- | --- |  |  | - | --- |  | - | -- | --- |  |  |  | - |  |  | - | ----- | ---- |
| 2006 | First Motorsport Škoda | Škoda Fabia WRC | Rit |  |  | 6 | Rit |  | 8 | 13 | Rit |  |  |  | 9 |  |  | 8 | 5     | 19º  |

| 2007 | Scuderia                                        | Vettura                             |  |  |  |  |  |  |  |     |  |   |  |   |     |  |  |  | Punti | Pos. |
| ---- | ----------------------------------------------- | ----------------------------------- |  |  |  |  |  |  |  | --- |  | - |  | - | --- |  |  |  | ----- | ---- |
| 2007 | First Motorsport Škoda e OMV Kronos Citroën WRT | Škoda Fabia WRC e Citroën Xsara WRC |  |  |  |  |  |  |  | Rit |  | 2 |  | 5 | Rit |  |  |  | 12    | 10º  |

| 2008 | Scuderia                                           | Vettura           |   |  |  |  |  |  |  |  |  |   |     |   |   |     |   |  | Punti | Pos. |
| ---- | -------------------------------------------------- | ----------------- | - |  |  |  |  |  |  |  |  | - | --- | - | - | --- | - |  | ----- | ---- |
| 2008 | BP Ford Abu Dhabi WRT e Stobart VK Ford Rally Team | Ford Focus RS WRC | 4 |  |  |  |  |  |  |  |  | 3 | Rit | 4 | 3 | Rit | 6 |  | 25    | 7º   |

| 2010 | Scuderia                | Vettura           |  |  |  |  |  |  |  |  |     |  |  |  |  |  |  |  | Punti | Pos. |
| ---- | ----------------------- | ----------------- |  |  |  |  |  |  |  |  | --- |  |  |  |  |  |  |  | ----- | ---- |
| 2010 | Stobart M-Sport Ford RT | Ford Focus RS WRC |  |  |  |  |  |  |  |  | Rit |  |  |  |  |  |  |  | 0     |      |

| Legenda | 1º posto | 2º posto | 3º posto | A punti | Senza punti | Ritirato | Squalificato | NP=Non partito C=Gara cancellata | Apice=Power stage |

### PWRC
| 2001 | Scuderia | Vettura                      |  |  |     |  |  |     |  |  |  |  |  |  |   |  |  |  | Punti | Pos. |
| ---- | -------- | ---------------------------- |  |  | --- |  |  | --- |  |  |  |  |  |  | - |  |  |  | ----- | ---- |
| 2001 |          | Mitsubishi Carisma GT Evo VI |  |  | Rit |  |  | Rit |  |  |  |  |  |  | 3 |  |  |  | 4     | 20º  |

| Legenda | 1º posto | 2º posto | 3º posto | A punti | Senza punti | Ritirato | Squalificato | NP=Non partito C=Gara cancellata | Apice=Power stage |

### Junior WRC
| 2001 | Scuderia | Vettura         |  |  |  |     |  |  |     |  |     |  |   |     |  |     |  |  | Punti | Pos. |
| ---- | -------- | --------------- |  |  |  | --- |  |  | --- |  | --- |  | - | --- |  | --- |  |  | ----- | ---- |
| 2001 |          | Ford Puma S1600 |  |  |  | Rit |  |  | Rit |  | Rit |  | 2 | Rit |  | Rit |  |  | 6     | 7º   |

| 2002 | Scuderia | Vettura         |   |  |  |   |  |  |     |  |  |     |   |  |  |     |  |  | Punti | Pos. |
| ---- | -------- | --------------- | - |  |  | - |  |  | --- |  |  | --- | - |  |  | --- |  |  | ----- | ---- |
| 2002 |          | Ford Puma S1600 | 1 |  |  | 6 |  |  | Rit |  |  | Rit | 6 |  |  | Rit |  |  | 12    | 6º   |

| Legenda | 1º posto | 2º posto | 3º posto | A punti | Senza punti | Ritirato | Squalificato | NP=Non partito C=Gara cancellata | Apice=Power stage |